# Piso Gading
Das Piso-Gading ist ein Schwert aus Sumatra.

## Beschreibung
Das Piso-Gading hat eine leicht gebogene, schwere, am Heft s-förmige, einschneidige Klinge. Die Klinge wird vom Heft zum Ort schmaler und läuft spitz zu. Die Klinge ist an der Schneide leicht bauchig und am Rücken leicht gebogen gearbeitet. Das Heft hat kein Parier und ist oft aus einem massiven Stück Horn oder Elfenbein gearbeitet. Das Heft wird meist mit traditionellen Schnitzereien verziert. Die Scheiden sind üblicherweise aus Leder, Holz oder Messing gearbeitet und mit silbernen Bändern verstärkt und verziert. Das Piso-Gading wird von den Batak, Ethnien auf Sumatra, benutzt.